# Dobrava (gmina Radlje ob Dravi)
Dobrava – wieś w Słowenii, w gminie Radlje ob Dravi. W 2018 roku liczyła 211 mieszkańców.